# Georg Wittig
Georg Friedrich Karl Wittig (Berlim, 16 de junho de 1897 — Heidelberg, 26 de agosto de 1987) foi um químico alemão. Conjuntamente com Herbert Charles Brown, foi laureado com o Nobel de Química de 1979 devido ao seu desenvolvimento do uso de compostos que contêm boro e fósforo na síntese orgânica de reagentes.

## Investigações científicas
Especialista em química orgânica, ele desenvolveu um método para a síntese de alcenos a partir de aldeídos e cetonas usando compostos chamados iletos de fósforo, que é conhecido como reação de Wittig. Essa reação proporcionou um novo caminho para a síntese de substâncias ativas com duplas ligações através do uso de compostos fosforosos na síntese orgânica.
Em 1979 foi agraciado com o Prêmio Nobel de Química, compartilhado com Herbert C. Brown, pelo desenvolvimento do uso de compostos de boro e fósforo em reações importantes no campo da síntese orgânica.
Foi sepultado no Friedhof Handschuhsheim.

## Publicações
- Preparative chemistry. Springer, Berlin 1976, ISBN 3-540-07932-7
- Stereochemie. Akad. Verlagsges., Leipzig 1930.
- Über at-Komplexe als reaktionslenkende Zwischenprodukte. Westdt. Verl., Köln 1966.
- Untersuchungen über a-Oxydiphenyl und über die Bildung von Diphenochinonen. Univ. Dissertation, Marburg 1923.
- Zur Erschließung der Benzo-Gamma-pyrone. Habilitationsschrift, Marburg 1926.
- mit Ulrich Schöllkopf: Über Triphenyl-phosphin-methylene als olefinbildende Reagenzien. Ber. d. Dt. Chem. Ges. 87(9): S. 1318–1330, 1954.